# 中华人民共和国退休制度
本条目介绍中华人民共和国退休制度。

## 定义
中国大陆官方对“退休”的定义为：企业事业组织的职工和机关工作人员达到一定年龄时，退出原来的生产和工作岗位，并按照规定领取一定的退休金。

## 当前退休条件
自2025年1月1日起，中国大陆施行渐进性延迟退休，男职工的法定退休年龄从原六十周岁延迟至六十三周岁，将女职工的法定退休年龄从原五十周岁、五十五周岁分别延迟至五十五周岁、五十八周岁。从2030年1月1日起，将职工按月领取基本养老金最低缴费年限由十五年逐步提高至二十年，每年提高六个月。
职工达到最低缴费年限，可以自愿选择弹性提前退休。
从事井下、高空、高温、特别繁重体力劳动等国家规定的特殊工种，以及在高海拔地区工作的职工，符合条件的可以申请提前退休。

## 历史
根据1978年5月24日第五届全国人民代表大会常务委员会第二次会议原则批准的《国务院关于安置老弱病残干部的暂行办法》和《国务院关于工人退休、退职的暂行办法》，党政机关、群众团体、企业、事业单位的干部退休年龄一般为：男性60周岁，女性50周岁。全民所有制企业、事业单位和国家机关、人民团体的工人退休年龄一般情况下为：男性50周岁，女性45周岁（且连续工龄至少有10年）。
1993年10月1日起施行的《国家公务员暂行条例》规定国家公务员退休年龄一般情况下为男年满六十周岁，女年满五十五周岁。
1999年3月9日，劳动和社会保障部发布《关于制止和纠正违反国家规定办理企业职工提前退休有关问题的通知》，明确企业职工退休年龄一般情况下为：男年满60周岁，女工人年满50周岁，女干部年满55周岁。
2011年7月1日施行的《中华人民共和国社会保险法》修正案规定，到达退休年龄时，还需满足参加基本养老保险累计缴费满十五年，才可领取退休金。
自延迟退休施行前，各类别人员的退休年龄如下：
| 人员类别     | 男 | 女 |
| ------------ | -- | -- |
| 干部         | 60 | 55 |
| 非干部公务员 | 60 | 55 |
| 职工         | 60 | 50 |

## 延迟退休改革
2020年10月29日，中国共产党第十九届中央委员会第五次全体会议通过的《中共中央关于制定国民经济和社会发展第十四个五年规划和二〇三五年远景目标的建议》提出要“实施渐进式延迟法定退休年龄”。
2022年2月21日，中国政府网发布《国务院关于印发“十四五”国家老龄事业发展和养老服务体系规划的通知》，再度提及要实施渐进式延迟法定退休年龄。3月1日起，江苏可申请推迟退休。
2024年7月18日，中国共产党第二十届中央委员会第三次全体会议通过的《中共中央关于进一步全面深化改革、推进中国式现代化的决定》中首次提出应当“按照自愿、弹性原则，稳妥有序推进渐进式延迟法定退休年龄改革。”
2024年9月13日，第十四届全国人民代表大会常务委员会第十一次会议通过《国务院关于渐进式延迟法定退休年龄的办法》，从2025年起，在接下来的十五年里，逐步分批将男职工的法定退休年龄从原来的60岁延迟到63岁，女职工的法定退休年龄从原来的50岁、55岁分别延迟到55岁、58岁。